# Nowinka
Nowinka è un comune rurale polacco del distretto di Augustów, nel voivodato della Podlachia.
Ricopre una superficie di 203,84 km² e nel 2006 contava 2 795 abitanti.